# Matthews-Insel
Die Matthews-Insel ist eine Insel im Archipel der Südlichen Orkneyinseln. Sie ist die nördlichste und größte in der Gruppe der Robertson-Inseln und liegt unmittelbar südöstlich der Coronation-Insel, von der sie durch die schmale Meerenge The Divide getrennt ist.
Bis zur Vermessung durch den Falkland Islands Dependencies Survey im Januar 1957 galt sie als Teil der Coronation-Insel. Das UK Antarctic Place-Names Committee benannte sie 1959 nach Drummond Hoyle Matthews (1931–1997), Geologe des Survey auf der Signy-Insel im Jahr 1956.